# ホリーズカフェ
ホリーズカフェ（英: Holly's Caffé）は関西を中心に店舗展開を行うコーヒーチェーン店。運営会社である株式会社ホリーズについても本項で取り扱う。
なお、「HOLLYS Coffee」という韓国のコーヒーチェーンもあるが無関係である。

## 歴史
1972年、堀尾隆が京都でからふね屋珈琲店を開業する。からふね屋珈琲店はダッチコーヒーと呼ばれる水出しコーヒーを看板商品としていた。
1980年には運営会社として「からふね屋珈琲株式会社」を設立する。
24時間営業の郊外型コーヒーショップは当時としては画期的であり、からふね屋珈琲店は最大で60店近くまで店舗数を伸ばした。しかし、バブル景気の終焉と共に店舗を整理し、2006年には株式会社鉄人化計画に全株式を売却した。これは堀尾がフルサービス型の喫茶店経営に限界を感じていたことも理由に挙げられる。
全株式の売却に先立ち、2005年には運営会社名を株式会社ホリーズへ変更し、からふね屋珈琲店部門をからふね屋珈琲株式会社へと会社分割している（鉄人化計画に売却されたのはこちら）。
残ったホリーズは、セルフサービス型の「ホリーズカフェ」へと業態の変更を行う。
2012年にはサンエバーコーヒーハウス10店舗の営業譲渡を受けている。
2019年時点では、ホリーズカフェは関西を中心に90以上の店舗を構える。

### 店名の由来
「からふね屋」は創業者である堀尾の実家である京都の老舗印刷会社「からふね屋印刷所」から採られており、「からふね屋」という屋号は印刷所の創業者が親交のあった竹久夢二の絵画「からふねや」から採られている。
創業者の堀尾隆に由来してる。

## その他
2022年に発売された京都府のガイド本『地球の歩き方 京都』（学研ホールディングス）では、天下一品、餃子の王将、前田珈琲に加えてホリーズカフェが「町に溶け込む京都発祥4チェーン」としてシンボルマーク化されて別冊地図のランドマークに採用されている。

### 店舗の特徴

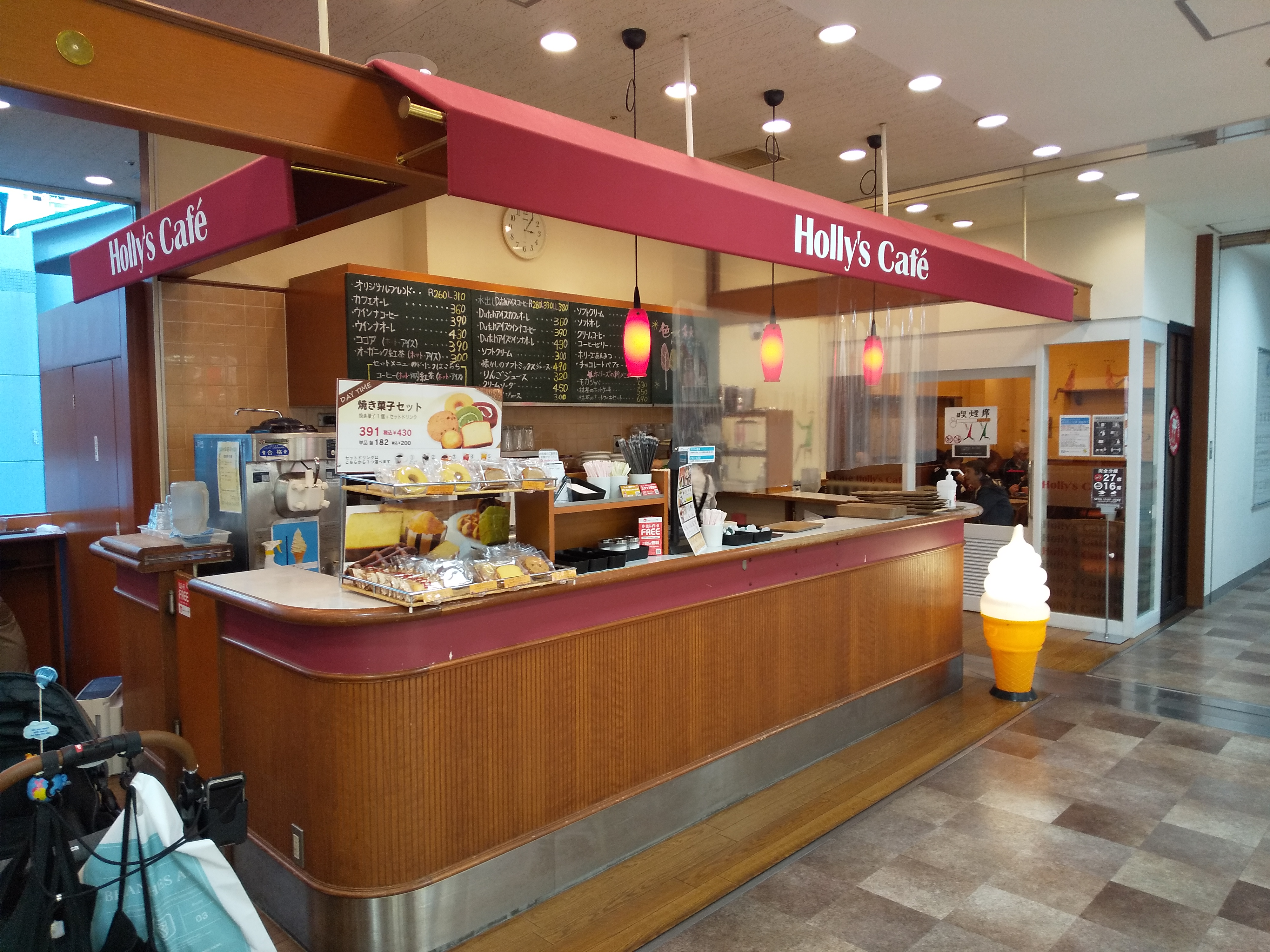
ホリーズカフェ　アミング潮江店の様子

- 店内は白いソファと橙色の照明が採用されている。
- 水出しコーヒーの抽出機が店頭に置かれている。